# Kamel El Mahrouk
Kamel El Mahrouk, né le 3 août 1985 à Kénitra, est un footballeur international marocain de beach soccer.

## Biographie

### Football
Né à Kénitra au Maroc, Kamel débarque tout jeune en France et commence le football dans le Gard, au FC Vauvert. Le milieu offensif y fait toutes les catégories d'âges avant d'atteindre l'équipe Séniors. Avec la formation gardoise, durant 3 saisons, il évolue tour à tour en réserve, DHR et PHA.
En 2006, à 21 ans, il signe au Pontet, formation solide de CFA2. Ensuite, le Nîmes Olympique et sa réserve se propose au joueur. Un essai de plus d'un mois et des soucis administratifs font ne jamais porter la tunique rouge à El Mahrouk. Après six mois sans club, le retour dans la région s'impose.
Lattes l'accueille alors. En deux ans et demi, un 32e de Coupe de France, une 3e place en DH et une victoire en Coupe de l'Hérault marquent une belle aventure, partagée notamment avec Anthony Fayos, qu'il retrouve en beach soccer. À la suite de son départ de Lattes en janvier 2011, le coach du FU Narbonne le contacte mais les règlements n’autorisent pas un transfert d’une DH vers une autre. Il choisit de jouer pour La Grande-Motte le temps de finir la saison tout en prenant part à plusieurs entraînements et match amicaux avec le FUN. 
Suivent 6 mois en DHR et une place de second à La Grande-Motte et un passage de deux ans, de 2011 à 2013 à Narbonne en CFA2.
Il rejoint ensuite le FC Sète lors de l'été 2013. Rapidement en vue, titulaire sur le côté gauche, El Mahrouk, avec l'arrivée combinée de Dufrennes et d'Osseby, mais aussi et surtout de par ses allers et retours répétés avec l'équipe du Maroc de beach soccer, perd sa place au sein du collectif vert et blanc et évolue avec l'équipe réserve.
En 2014, El Mahrouk s'engage auprès du club suisse Neuchâtel Xamax FCS Beach Soccer avec son compatriote Nassim El Haddaoui.

### Beach soccer
En parallèle des terrains en herbe, et ce depuis la période lattoise, le marocain mène une carrière dans le Beach-soccer. Remarqué par Laurent Castro lors d'une opposition entre l'AS Lattes et l'équipe de France. En 2011, El Mahrouk s'engage avec Palavas, coaché par Christophe Touchat. Le club réalise une belle saison avec à la clé une 3e place au Championnat de France. Il porte à 6 reprises le maillot frappé du coq avec Éric Cantona comme entraîneur. Mais à la suite du départ de ce dernier, le gaucher n'est plus appelé en sélection.
Le Maroc fait alors la demande auprès de la FIFA pour que le joueur, qui a la double nationalité, puisse revêtir la tunique des Lions de l'Atlas, ce qui est le cas en 2013. La même année, il rejoint le BS Casablanca, après deux défaites en finale du Championnat de France en 2012 et 2013.
En 2014 il s'engage au Neuchatel Xamax FCS Beach Soccer avec son compatriote marocain Nassim El Hadaoui dans le championnat suisse,
Le club de La Grande Motte Pyramide BS tout juste créé par Barbotti Anthony et Ferhaoui Karim feront appel à ses services avec qui, il gagnera le championnat de France de Beach Soccer dès la première saison du club en 2015 puis 2018 et 2019, avec le club héraultais il participe à l'Eurowinners Cup 2016 à Catane en Italie.
L'Espagne et l'Italie s'offre à lui car comme le règlement BSWW l'y autorise, Il rejoint tour à tour le Napoli BS en Série A italienne et le club de Levante UD en Liga pour la saison 2016 où il terminera respectivement 5eme et 3eme.
En 2017 avec le club de Levante UD il termine Vice Champion du championnat espagnol et participe à de nombreux tournois internationaux,
Retour en France au sein de la Grande Motte Pyramide BS depuis 2018, club avec lequel il gagnera 2 fois le championnat de France à Reims et Saint jean de Monts en 2019.

## Futsal
Grand passionné de football, il affine sa technique au futsal tout d'abord en championnat départemental avec ses coéquipiers vauverdois avant de se faire remarquer par le club phare gardois présidé par  Yoann Soum : le Beaucaire Futsal 30. En 2015, il rejoint le club qui évolue alors en deuxième division de Futsal FFF. Il y restera trois saisons sans toutefois prendre part à toutes les rencontres en raison notamment de ses nombreuses convocations avec l'Equipe du Maroc de beach soccer.
Pendant cette période, le club gardois accède à la première Division Nationale au terme de la saison 2017/2018.

## Palmarès
- Championnat de France de beach soccer (3)
  - Champion : 2015, 2018 et 2019 (Grande Motte PBS)
  - Finaliste en 2012 et 2013 (Montpellier HBS)
  - 3e en 2011 (Montpellier HBS)

- Championnat d'Espagne de beach soccer
  - Second : 2017 (Levante UD)
  - Troisième : 2016 (Levante UD)

- Championnat de France amateur 2 de football
  - Champion de groupe : 2014 (FC Sète 34)

- Coupe de l'Hérault de football
  - Vainqueur : 2010 (AS lattoise)